# Paráfrase de Sem

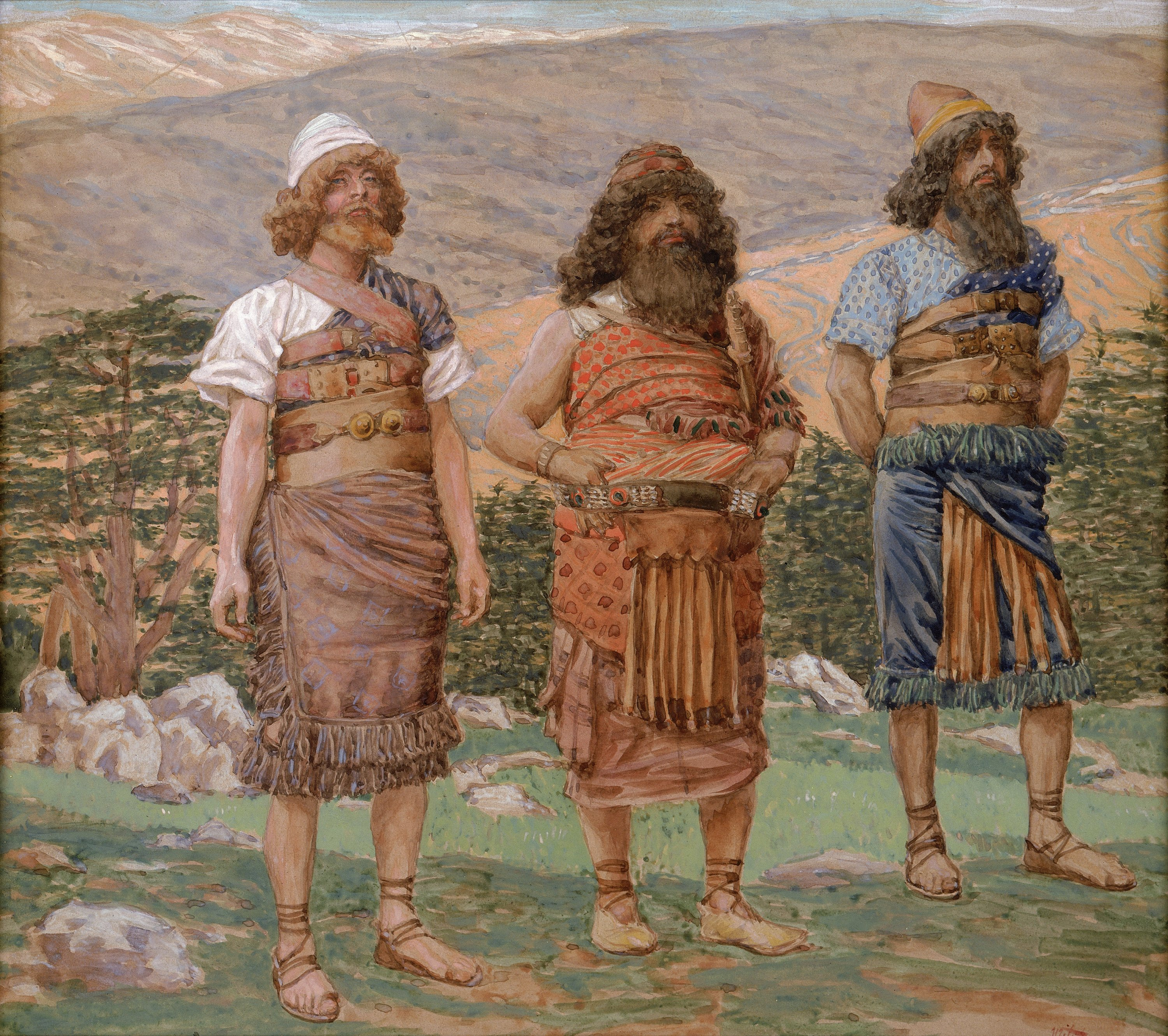
Shem, Can e Jafé, os três filhos de Noé

A Paráfrase de Sem é um escrito Gnóstico apócrifo descoberto no Códice VII da Biblioteca de Nag Hammadi. Sem é o primeiro filho de Noé, «Gerou três filhos: Sem, Can e Jafé» (Gênesis 6:10).

## Conteúdo
O texto inicia dizendo que é "[A] paráfrase sobre o Espírito não-nascido". É um escrito apocalíptico sobre a ascensão de Sem e sua posterior volta à Terra.
É durante esse evento que Sem recebe uma revelação de um ser chamado Derdekeas, que faz um relato sobre o Dilúvio Bíblico, a destruição de Sodoma e Gomorra, o batismo e a Ressurreição de Jesus.
O texto começa descrevendo três poderes: Luz, Espírito e Trevas. A Luz é um poder dominante da razão que se opões às Trevas, que é um poder malévolo do caos. O manso poder do Espírito está entre eles.
O texto continua discutindo a identidade e as ações de Derdekeas, que é um salvador gnóstico interessado em espalhar a salvação e combater os males que assolam a Terra. Ele finalmente desce ao mundo disfarçado a fim de salvar o Espírito das Trevas e, ao fazê-lo, fornece ao mundo mais conhecimento e libertação conectado à Luz.
De forma similar ao Antigo Testamento tratando de Adão, o autor refere-se a Sem na primeira pessoa. Pode haver uma conexão com Jesus que, de acordo com o Novo Testamento, disse «Antes que Abraão fosse feito, Eu Sou» (João 8:58).
A Paráfrase termina assim:
Daqui pra frente, Ó Sem, siga na graça e continue na fé sobre a terra. Pois todos os poderes da luz e do fogo serão completados por mim por tua causa. Pois sem ti eles não serão revelados até que fales deles abertamente. Quando cessares de existir sobre a terra, eles serão dados aos valorosos. E fora esta proclamação, deixe que falem de ti sobre a terra, pois eles tomarão a terra amena e despreocupada. 